# روي روبنسون
روي روبنسون (بالإنجليزية: Roy Robinson)‏ هو لاعب دوري الرغبي بريطاني، ولد في 1959 في بريسكوت ‏ في المملكة المتحدة، وتوفي في 1999 في سانت هلنز في المملكة المتحدة.